# Rebecca Šramková
Rebecca Šramková (Bratislava, 19 oktober 1996) is een tennisspeelster uit Slowakije. Šramková begon op zesjarige leeftijd met het spelen van tennis. Haar favoriete ondergrond is hardcourt. Zij speelt rechtshandig en heeft een tweehandige backhand. Zij is actief in het internationale tennis sinds 2012.

## Loopbaan
In september 2016 kwam Šramková binnen in de top 150 van de wereldranglijst. In 2017 debuteerde zij op een grandslamtoernooi door zich te plaatsen voor het Australian Open via het kwalificatietoernooi. Dat jaar debuteerde zij ook voor Slowakije op de Fed Cup, waarvoor zij in de periode 2017–2024 in totaal vijftien partijen uitkwam.
Šramková stond in 2023 voor het eerst in een WTA-finale, op het WTA 125-toernooi van Bari – zij verloor van de Sloveense Tamara Zidanšek.
Na het bereiken van de vierde ronde op het WTA 1000-toernooi van Rome 2024 maakte zij haar entrée tot de mondiale top 100 in het enkelspel. In september 2024 won zij haar eerste WTA-titel, op het toernooi van Hua Hin – in de finale versloeg zij de Duitse Laura Siegemund. In november bereikte zij de finale van het WTA-toernooi van Jiujiang – door dit resultaat steeg zij naar de top 50 van de wereldranglijst.

## Posities op deWTA-ranglijst
Positie per einde seizoen:
| jaar | rang enkelspel | rang dubbelspel |
| ---- | -------------- | --------------- |
| 2012 | 1158           | –               |
| 2013 | 605            | 908             |
| 2014 | 444            | 652             |
| 2015 | 312            | 547             |
| 2016 | 119            | 454             |
| 2017 | 324            | 976             |
| 2018 | 233            | –               |
| 2019 | 171            | 375             |
| 2020 | 203            | 398             |
| 2021 | 167            | 486             |
| 2022 | 316            | 550             |
| 2023 | 129            | 986             |
| 2024 | 43             | –               |

## Resultaten grandslamtoernooien
| Legenda | Legenda                          |
| ------- | -------------------------------- |
| g.t.    | geen toernooi gehouden           |
| l.c.    | lagere categorie                 |
| –       | niet deelgenomen                 |
| G       | uitgeschakeld in de groepsfase   |
| 1R      | uitgeschakeld in de eerste ronde |
| 2R      | uitgeschakeld in de tweede ronde |
| 3R      | uitgeschakeld in de derde ronde  |
| 4R      | uitgeschakeld in de vierde ronde |
| KF      | uitgeschakeld in de kwartfinale  |
| HF      | uitgeschakeld in de halve finale |
| F       | de finale verloren               |
| W       | het toernooi gewonnen            |
| w-v     | winst/verlies-balans             |

### Enkelspel
| Australian Open | 1R | –  | –  | 2R |
| Roland Garros   | –  | 1R | 1R | 1R |
| Wimbledon       | –  | –  | 1R | 1R |
| US Open         | –  | –  | –  |    |

### Vrouwendubbelspel
| toernooi        | 2025 |
| --------------- | ---- |
| Australian Open | 2R   |
| Roland Garros   | 3R   |
| Wimbledon       | 1R   |
| US Open         |      |

## Palmares
| Legenda                 |
| ----------------------- |
| Grandslamtoernooi       |
| Olympische Spelen       |
| Year-End Championships  |
| Premier Mandatory       |
| Premier Five / WTA 1000 |
| Premier / WTA 500       |
| International / WTA 250 |
| Challenger / WTA 125    |

### WTA-finaleplaatsen enkelspel
| nr.              | finale     | toernooi     | ondergrond | tegenstandster    | score         |         |
| ---------------- | ---------- | ------------ | ---------- | ----------------- | ------------- | ------- |
| gewonnen finales |            |              |            |                   |               |         |
| 1.               | 2024-09-22 | WTA Hua Hin  | hardcourt  | Laura Siegemund   | 6-4, 6-4      | details |
| verloren finales |            |              |            |                   |               |         |
| 1.               | 2023-09-10 | WTA Bari     | gravel     | Tamara Zidanšek   | 6-3, 5-7, 1-6 | details |
| 2.               | 2024-09-15 | WTA Monastir | hardcourt  | Sonay Kartal      | 3-6, 5-7      | details |
| 3.               | 2024-11-03 | WTA Jiujiang | hardcourt  | Viktorija Golubic | 3-6, 5-7      | details |